# Ceratostema pedunculatum
Ceratostema pedunculatum är en ljungväxtart som beskrevs av J. L. Luteyn. Ceratostema pedunculatum ingår i släktet Ceratostema och familjen ljungväxter. Inga underarter finns listade i Catalogue of Life.